# リッケ峰
座標: 南緯54度27分 東経3度23分 / 南緯54.450度 東経3.383度

ブーベ島の地図。リッケ峰は西部に存在する。

リッケ峰（リッケほう、ノルウェー語: Lykketoppen、英語: Lykke Peak）は、南大西洋に浮かぶノルウェー領の孤島ブーベ島西部にある山。